# شماره استاندارد بین‌المللی پیایند
شماره استاندارد بین‌المللی پیایند (شاپا) یا ISSN (مخفف عبارت انگلیسی International Standard Serial Number) شمارهٔ هشت رقمی منحصر به‌فردی است که برای مشخص کردن یک نشریه دوره‌ای چاپی یا الکترونیکی به کار می‌رود. این استاندارد توسط سازمان بین‌المللی استانداردسازی زیر نام ایزو ۳۲۹۷ در سال ۱۹۷۵ تبیین شده‌است.

## رمزگذاری
فرمت شماره سریال استاندارد بین‌المللی یک شماره هشت رقمی (حرفی) است که توسط اتصالها و فواصل به دو قسمت چهار رقمی تقسیم می‌گردد. عدد آخر که می‌تواند از ۰ تا ۹ یا X باشد «شماره کنترل» نامیده می‌شود. گزارش خوانش (توسط دستگاه‌های بارکد خوان) این شماره برای مثال ممکن است چیزی مانند ۵۹۵۵–۰۳۷۸ باشد که از طریق الگوریتم زیر به تطبیق و کنترل آن مبادرت می‌شود:
- محاسبه حاصل جمع هفت رقم ابتدایی شماره ISSN به ترتیب در حاصل ضرب در شماره‌های ۸، ۷، ۶، ۵، ۴، ۳ و ۲:

۰*۸ + ۳*۷ + ۷*۶ + ۸*۵ + ۵*۴ + ۹*۳ + ۵*۲ = ۰ + ۲۱ + ۴۲ + ۴۰ + ۲۰ + ۲۷ + ۱۰ = ۱۶۰ 
- سپس ضریب عدد ۱۶۰ را به پیمانه ۱۱ محاسبه می‌کنیم:

پیمانه (۱۶۰ بر ۱۱) = ۱۶
- شما می‌بایست متناوباً این تقسیم را بر پایه ۱۱ انجام بدهید:

۱۶۰ / ۱۱ = ۱۴/۶
- سپس قدرمطلق باقی‌مانده (که در بالا شش است) ارزش شماره کنترل ما را وقتی که از میزان ۱۱ تفریق می‌شود، را مشخص می‌کند:

 ۱۱–۶ = ۵ 
شماره کنترل ما پنج می‌شود. همچنین X نشان دهنده شماره ده در شماره کنترل می‌باشد.
همچنین طبق الگوی بالا یک سیستم چک‌کننده معتبر بودن ای اس اس وجود دارد است که از طریق آن می‌توان معتبر بودن یا جعلی بودن ای اس اس ان را تشخیص داد.

## وظیفه کد
کدهای ISSN از جانب شبکه‌های مراکزی بین‌المللی که غالب آن‌ها در کتابخانه‌های ملی کشورهای مختلف قرار دارند و همچنین مقر اصلی این سازمان در پاریس تعیین می‌شوند. سازمان استاندارد بین‌المللی ISSN یک سازمان نیمه دولتی است که در سال ۱۹۷۴ با امضای یک موافق نامه بین یونسکو و دولت فرانسه تأسیس شده‌است. این سازمان وظیفه حفظ و نگهداری و همچنین گسترش کدهای نوع ISSN را بر عهده دارد. این کدها که برپایه سیستم ISDN ثبت می‌شوند و توانایی دارند تا میلیون‌ها رمز را برای انتشارات مختلف، تولید کنند. به‌طور میانگین هر ساله حدود ۵۰٬۰۰۰ کد جدید به فهرست‌های این سازمان افزوده می‌شود.

## مقایسه بین ISBN و ISSN
این دو نوع سیستم رمزگذاری در مفهوم یکی هستند ولی کدهای شابک (ISBN) تنها برای یک نوع خاص از کتاب تخصیص می‌شوند در حالی که ISSN بیشتر برای نشریه‌هایی که دوره‌ای و خاص هستند تخصیص می‌یابد. برخلاف شابک، ISSN یک «نام مستعار» است که برای نشریه عنوان، محتویات و موضوعیت مطالب یا ناشر و محل انتشارهای دوره‌ای گسترش داده می‌شود.

## پیوند ISSN به ISNI
در دریافت اطلاعات مورد نیاز برای اخذ شماره سریال استاندارد بین‌المللی International Standard Serial Number) ISSN) و ISBN برای نشریات و مجلات و کتب و … از شما درخواست می‌شود که استاندارد بین‌المللی شناسه نام International Standard Name Identifier) ISNI) مربوط به سازمان یا مرجع منتشر کننده را به صورت اختیاری وارد کنید.
این شماره که برای سازمان‌ها، موسسات، اشخاص صاحب اثر و غیره توسط استاندارد بین‌المللی شناسه نام ISNI صادر می‌شود که باعث می‌شود نام اثر انحصاری شده و توسط شخص حقیقی یا حقوقی دیگری قابل تصاحب نباشد.

## انتشارات الکترونیکی و شاپا
امروزه، هدف شاپا شناسایی و آسان‌سازی دسترسی به روایت‌های گوناگون منابعی است که به‌طور مستمر انتشار می‌یابند، مانند پیایندهای معمولی یا پیایندهایی که از چند موضوع ناهمگن ترکیب یافته‌اند و انتشار مستمر دارند و غالباَ به‌صورت پیوسته بر روی اینترنت موجود هستند. این نشریات همان صفات پیایندهای چاپی را دارند، یعنی به‌طور مستمر و مسلسل منتشر می‌شوند و قاعدتاً به‌طور نامحدود ادامه می‌یابند. ISSN هر مجله مختص آن مجله است. برخی مجلات دارای دو ISSN هستند که یک ISSN مربوط به نسخه الکترونیکی آن و ISSN دیگر مربوط به نسخه هارد کپی آن است که البته نسخه هارد کپی معتبر تر است و در منابع علمی اگر بنا باشد که یک ISSN ذکر شود، ISSN هارد کپی ذکر می‌شود. لازم است ذکر شود که ISSN شامل هشت حرف است که بین آن‌ها یک “-” هم قرار می‌گیرد مثلاً ISSN الکترونیکی مجله Insct Science عدد ۷۹۱۷–۱۷۴۴ می‌باشد که با این عدد شناخته می‌شود. البته در برخی موارد عدد آخر که Check digit نامیده می‌شود می‌تواند عدد نباشد و به جای آن حرف x قرار بگیرد.
در ثبت رکوردهای آی.اس.اس.ان. نشانی منابع الکترونیکی نیز ضبط می‌شود تا امکان دسترسی به روایت‌های هر نشریه، اعم از زبان‌های گوناگون و اشکال الکترونیک مختلف همان عنوان میسر شود.